# Diocèse de Mostar-Duvno
Le diocèse de Mostar-Duvno (-Trebinje e Mrkan), en latin: Dioecesis Mandetriensis-Dumnensis o Dalminiensis (-Tribuniensis et Marcanensis), est un diocèse suffragant de l'archidiocèse de Vrhbosna (Sarajevo).
Le diocèse de Duvno existe depuis le VIe siècle. La ville de Duvno devint en 1925 Tomislavgrad pour le millénaire du couronnement du roi de Croatie Tomislav Ier, en 925. Elle redevint Duvno en 1945, puis redevint Tomislavgrad en 1992 (fin du communisme).
En 1846 fut érigé le vicariat apostolique d'Herzégovine, avec un territoire provenant du vicariat apostolique de Bosnie, et du diocèse de Raguse (en Dalmatie, aujourd'hui Dubrovnik en Croatie). Le 5 juillet 1881, ce vicariat fut élevé au rang de diocèse sous le nom de diocèse de Mostar-Duvno.
Le diocèse de Trebinje-Mrkan, au sud de la Bosnie-Herzégovine, est très ancien. Le diocèse de Trebinje date du Xe siècle, à une date un peu incertaine ; son millénaire a été célébré en 1984, estimant ainsi sa création à 984. De 1361 à 1391, le siège de Trebinje fut déplacé dans l'île de Mrkan, d'où le double nom. Ce diocèse de Trebinje-Mkan est uni à celui de Mostar depuis le 8 juillet 1890, en ce sens que l'évêque de Mostar en est l'Administrateur apostolique.
Le diocèse de Mostar-Duvno comporte 81 paroisses.
C'est dans ce diocèse de Mostar-Duvno que se dérouleraient les Apparitions mariales de Međugorje, qui font l'objet d'une enquête, depuis mars 2010, de la part d'une Commission instituée par le Saint-Siège ; cette Commission comprend notamment six cardinaux, dont l'archevêque de Sarajevo (Bosnie) et celui de Zagreb (Croatie).
Mgr Petar Palić, jusque-là évêque d'Hvar (it) (Croatie) a été nommé le 11 juillet 2020 et a pris ses fonctions le 14 septembre 2020, pour succéder à Mgr Ratko Perić atteint par la limite d'âge.